# 서울효제초등학교
서울효제초등학교는 대한민국 서울특별시 종로구 효제동에 있는 공립 초등학교이다.

## 학교 연혁
- 1895년 11월 15일 관립양사동소학교 개교(창선방 양사동)
- 1903년 6월 22일 양현동소학교와 병합(관립어의동소학교), 건덕방 어의동 교사로 이전
- 1906년 9월 1일 관립어의동보통학교로 개칭
- 1911년 11월 1일 어의동공립보통학교(4년제) 개칭
- 1915년 3월 31일 사립 신흥학교 인수
- 1921년 4월 1일 6년제로 개편
- 1938년 4월 1일 경성효제공립심상소학교로 변경[1]
- 1941년 4월 1일 경성효제공립국민학교로 변경[2]
- 1945년 9월 1일 서울효제국민학교로 변경
- 1989년 8월 26일 창경국민학교와 병합
- 1995년 11월 11일 개교 100주년 기념행사 실시
- 1996년 3월 1일 현재 교명으로 변경[3]
- 2008년 8월 17일 강당, 소회의실(2실), 컴퓨터실, 과학실(1,2) 준공
- 2009년 2월 14일 제100회 졸업식(162명)
- 2016년 3월 1일 실내도장 및 게시물 개선 공사
- 2016년 5월 1일 아름다운 학교 생태정원 가꾸기
- 2016년 8월 26일 창의융합형 과학실험실 구축
- 2016년 9월 20일 어린이놀이시설 개선공사
- 2016년 9월 26일 실외도장 및 벽화 그리기 완료
- 2016년 10월 7일 방송실 리모델링
- 2016년 10월 14일 꾸미고 꿈꾸는 화장실 준공
- 2017년 11월 10일 개교 122주년 기념 우리학교 역사의 벽 준공
- 2018년 6월 18일 교육환경개선 디지털 시계 및 LED전광판 구축
- 2018년 8월 31일 창의융합영 과학실험실 환경 구축
- 2019년 2월 15일 제110회 졸업식(61명)
- 2019년 9월 1일 제23대 유정한 교장 부임
- 2020년 2월 12일 제111회 졸업식(47명)
- 2020년 3월 1일 14학급(특수 1) 편성
- 2023년 9월 1일 제24대 박순희 교장 부임

## 학교 상징
- 교화(校花) - 개나리 : 밝은 희망, 은근한 끈기, 아름다운 꿈
- 교목(校木) - 주목 : 꿋꿋한 기상, 주인 정신, 고귀한 품위

## 참고 자료
- 서울효제초등학교 - 한국교육학술정보원 학교알리미